# Thiết Phiến Công chúa
Thiết Phiến Công Chúa (鐵扇公主), còn được gọi là Bà La sát, là một nhân vật phản diện trong Tây du ký của Ngô Thừa Ân, một trong những tác phẩm kinh điển của văn học Trung Hoa.

## Gia đình
Thiết Phiến Công chúa và chồng là Ngưu Ma Vương có với nhau con trai là Hồng Hài Nhi .

## Bảo bối
Bà La Sát có Quạt ba tiêu là bảo bối (Thái Thượng Lão Quân cũng có một cái).
Quạt ba tiêu sinh tại núi Côn Luân, từ thuở khai thiên lập địa. Quạt có thể quạt một cái thì lửa tắt, quạt hai cái thì sinh gió, quạt ba cái thì mưa xuống. Khi quạt nhầm con người bay tới tám mươi bốn ngàn dặm mới ngừng. Có thể biến to thu nhỏ.
Tôn Ngộ Không đã dùng Định Phong Đơn do Linh Cát Bồ Tát ban cho để khắc chế Quạt Ba Tiêu.

## Bàn thêm
Dân gian Việt Nam hay dùng hình ảnh "bà La Sát" để chỉ những người phụ nữ "dữ dằn", hay "ghen tuông". Việc này có lẽ bắt nguồn từ tính khí của nhân vật Thiết Phiến Công chúa trong truyện Tây Du Ký.